# Joana de Valois, Rainha de Navarra
Joana de Valois ou Joana da França (em francês:  Jeanne de France; Châteauneuf-sur-Loire, 24 de junho de 1343 — Évreux,3 de novembro de 1373) foi filha do rei João II de França, e de sua primeira esposa, Bona de Luxemburgo.
Em fevereiro de 1352 com apenas 9 anos casou-se com seu parente Carlos II de Navarra, Rei de Navarra. Desta união nasceram:
- Maria, nascida em 1360
- Carlos o Nobre (1361-1425), rei de Navarra.
- Filipe, nascido em 1364 e morto jovem.
- Pedro (1366 - 1412), Conde de Mortain
- Joana (1370-1437), casou-se primeiro com João V de Bretanha em 1386 e depois com Henrique IV da Inglaterra em 1403.
- Branca, morta aos 13 anos.
- Bona, morta jovem.
- Isabel, monja.

Joana morreu em Évreux, feudo de seu esposo em 3 de novembro de 1373, aos 30 anos de idade.